# St. Norbert (Berlin)

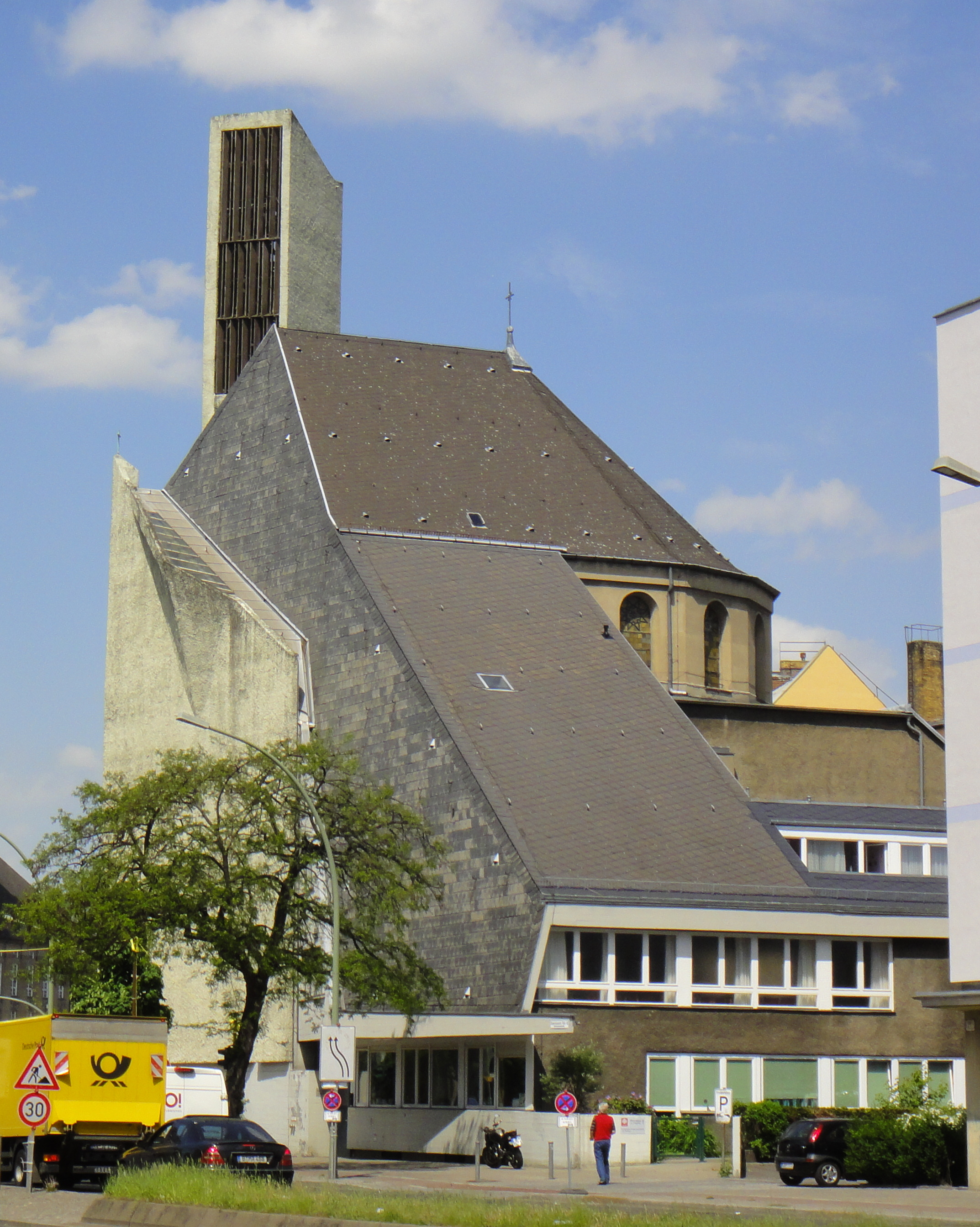
Die St.-Norbert-Kirche aus Richtung Süden

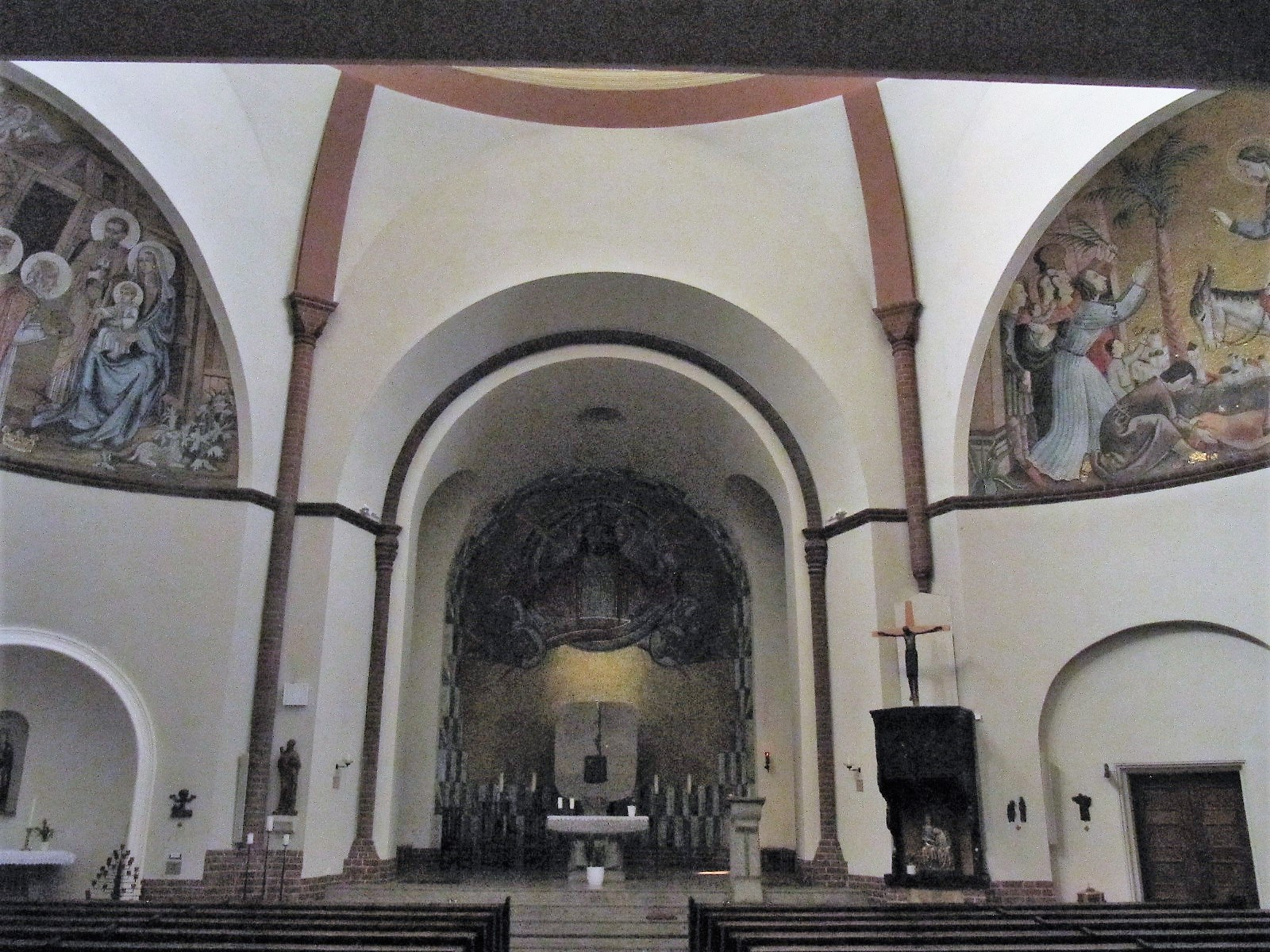
Innenraum Richtung Altar

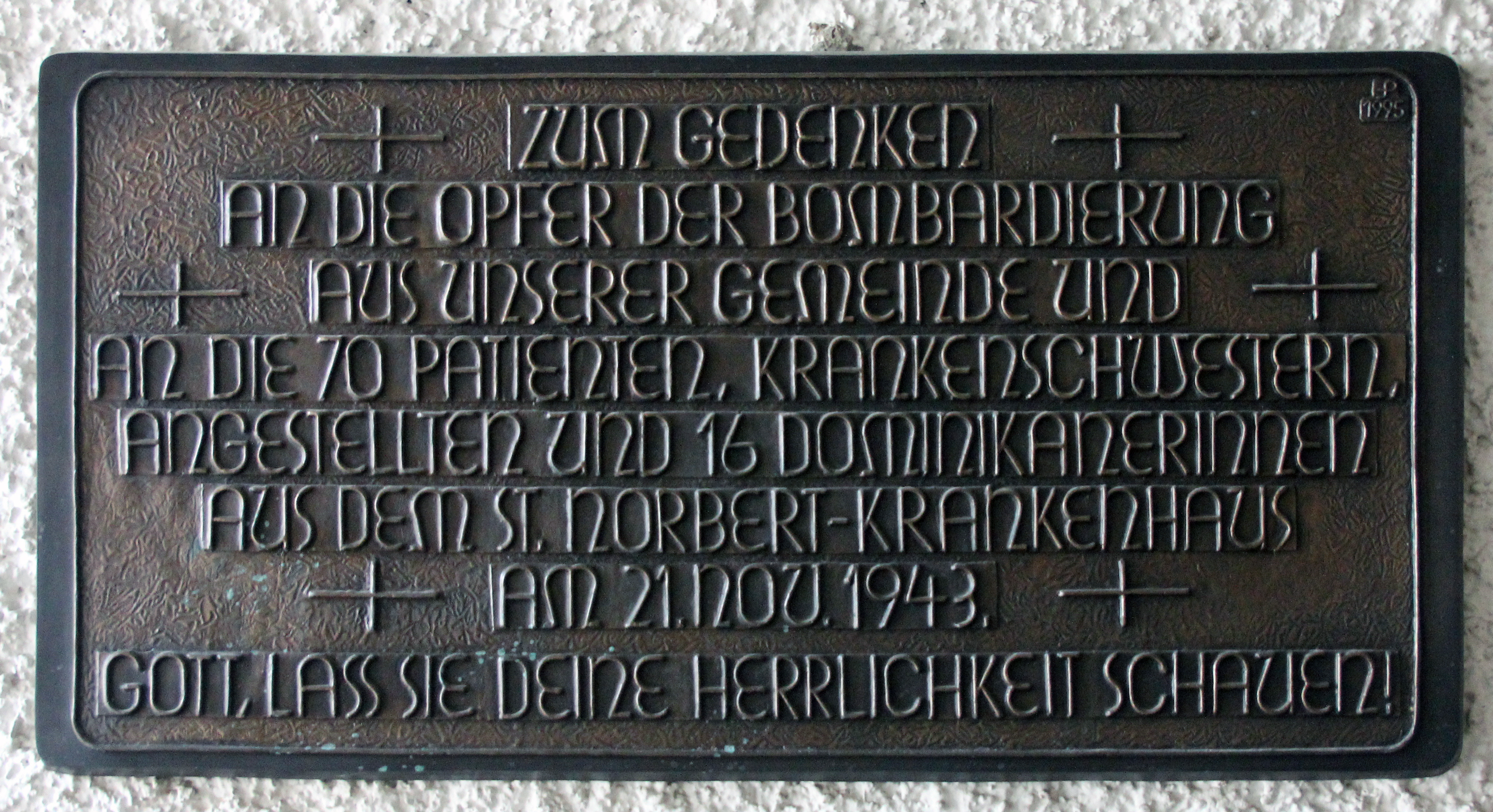
Gedenktafel, Dominicusstraße 15–17, in Berlin-Schöneberg

St. Norbert ist eine römisch-katholische Filialkirche in der Dominicusstraße im Berliner Ortsteil Schöneberg.

## Geschichte
Die Kirche wurde unter Carl Kühn von 1913 bis 1918 errichtet und 1915 als neue Pfarrei aus der Gemeinde St. Matthias ausgegliedert. Geweiht ist sie dem heiligen Norbert von Xanten. Wie für die Zeit üblich, wählte man einen historisierenden Hybridstil. Gewählt wurde eine neoromanische Formensprache. Die Doppelturmfassade war in die Hauswand der heutigen Dominicusstraße integriert. Der noch erhaltene überkuppelte Kirchenraum zitierte den byzantinischen Rundbau. Im Zweiten Weltkrieg wurde die Kirche beschädigt. Im Zuge der Umgestaltung der Dominicusstraße als verkehrsgünstige Ost-West-Achse wurde die gesamte nördliche Straßenwand abgerissen, darunter auch die noch gut erhaltene Doppelturmfassade der Kirche. Der Berliner Senat entschädigte die katholische Kirche finanziell, sodass die Kirche zwischen 1958 und 1962 von den Architekten Hermann Fehling und Daniel Gogel grundlegend umgestaltet werden konnte. Neuer und alter Teil der Kirche sind  denkmalgeschützt.
Die Architekten bauten die Kirche gleichzeitig mit dem benachbarten Neubau der im Krieg völlig zerstörten evangelischen Paul-Gerhardt-Kirche um, sodass ein Gesamtensemble mit dezidiertem Kontrast zur ebenfalls nahen Dorfkirche Schöneberg entstand. Bis zum Zweiten Weltkrieg lag das St.-Norbert-Krankenhaus direkt neben der Kirche, seit den 1950er Jahren befindet sich an dieser Stelle das St.-Josef-Altenheim.
Die benachbarte ehemalige Pfarrei St. Konrad wurde 2004 aufgehoben und in die Pfarrei St. Norbert eingegliedert. Zum 30. November 2016 errichtete Erzbischof Heiner Koch den Pastoralen Raum Schöneberg-Tiergarten Süd, der die beiden Gemeinden St. Matthias und St. Norbert mit ihren fünf Kirchen und allen Orten kirchlichen Lebens umfasst. Nach einer Dauer von drei Jahren auf Probe soll danach eine neue Pfarrei auf dem Territorium der beiden Gemeinden errichtet werden.
Wegen zahlreicher Schäden an der Gebäudehülle wurde 2015 ein Sanierungskonzept für die Grunderneuerung der Fassaden und Dächer auch unter Beachtung energetischer Erfordernisse erstellt und mit dem Denkmalamt abgestimmt. Dies sollte in einzelnen Bauabschnitten realisiert werden.

## Beschreibung
Das Kirchengebäude von St. Norbert ist eine Kombination von Gebäudeteilen der Kirche von 1918 und modernen Gebäudeteilen aus den 1960er Jahren. Anstelle der wegen des Straßenausbaus abgetragenen Doppelturmfassade bildet eine zur Straße hin geschlossene modern geformte Wand den hinteren Abschluss des Kirchengebäudes. Der Turm ist ebenfalls in dieser Formensprache gestaltet. Verschiedene Anbauten lassen kaum erkennen, dass der zentrale säulenlose und überkuppelte Kirchenraum mit seiner Ausrichtung auf den tonnenüberwölbten Altarraum erhalten geblieben ist. Kanzel, Beichtstühle und Kirchenbänke aus dunkel gebeiztem Eichenholz stammen noch aus der ursprünglich erbauten Kirche.

## Orgel

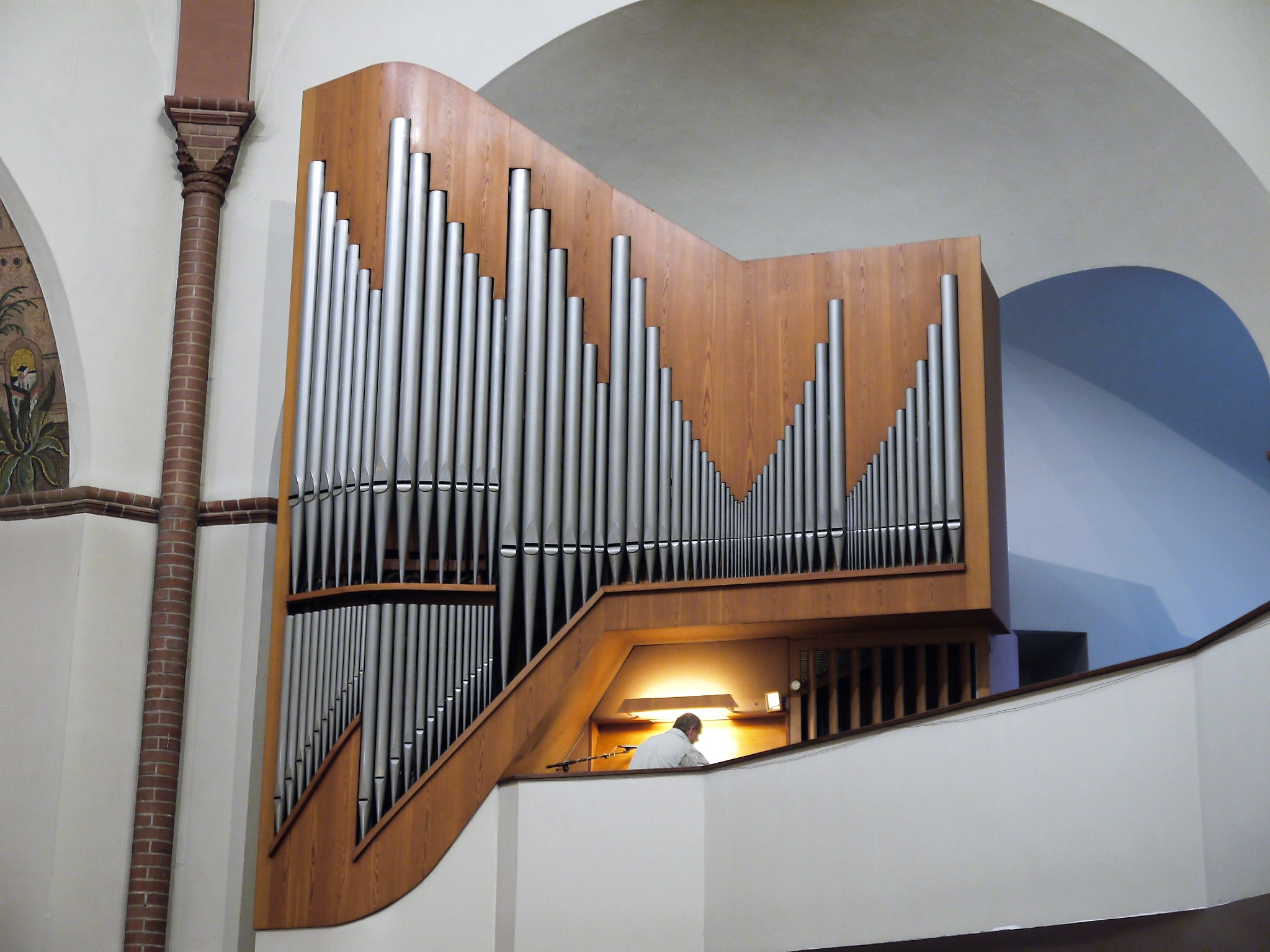
Orgel von St. Norbert

Die St.-Norbert-Kirche erhielt 1970 eine neue Orgel der Firma Schuke Orgelbau, deren Opus 249 über 27 Register auf drei Manualen und Pedal verfügt. Der Prospekt aus Metall-Orgelpfeifen und glatten Holzflächen sitzt asymmetrisch auf einer eigens neu eingezogenen Empore.

## Glocken
Im modernen Kirchturm aus Beton mit dreieckigem Grundriss, auf den eine quaderförmige Glockenstube aufgesetzt ist, hängen vier Gussstahlglocken, die 1961 vom Bochumer Verein gegossen wurden.
| Glocke | Name           | Gewicht | Durchmesser | Schlagton |
| ------ | -------------- | ------- | ----------- | --------- |
| 1      | Christusglocke | 1560 kg | 1594 mm     | cis' –7   |
| 2      | Marienglocke   | 1300 kg | 1449 mm     | e' –5     |
| 3      | Matthiasglocke | 0640 kg | 1196 mm     | fis' –7   |
| 4      | Norbertsglocke | 0455 kg | 1047 mm     | gis' –9   |